# Walter Paetzmann
Walter Paetzmann (* 22. April 1943 in München; † 14. Dezember 1995) war ein deutscher Kommunalpolitiker (SPD).

## Werdegang
Walter Paetzmann absolvierte zunächst eine Schlosserlehre. Über das Telekolleg holte er die Hochschulreife nach und nahm ein Studium an der Fachhochschule München auf, das er mit Diplom abschloss.
Er war Mitglied des Landesvorstandes der Sozialdemokratischen Gemeinschaft für Kommunalpolitik in Bayern und Landesgeschäftsführer Organisation der bayerischen SPD.
In Nachfolge von Engelbert Kupka (CSU) wurde Paetzmann im Frühjahr 1990 zum Ersten Bürgermeister der Gemeinde Unterhaching gewählt.
Ein halbes Jahr vor Ablauf seiner Amtszeit starb er im Alter von 52 Jahren.

## Ehrungen
In Unterhaching wurde die Walter-Paetzmann-Straße und in der Gemeinde Adeje auf Teneriffa, zu der die Gemeinde Unterhaching freundschaftliche Beziehungen unterhält, die Avenida del Alcalde Walter Paetzmann nach ihm benannt. Die AWO-Kinderkrippe in der St.-Alto-Straße in Unterhaching trägt auch den Namen Walter-Paetzmann-Haus.